# XXXXVII. Armeekorps
XXXXVII. Armeekorps var en tysk armékår under andra världskriget. Kåren omvandlades till XXXXVII. Panzerkorps den 21 juni 1942.

## Barbarossa
Kåren tillhörde Panzergruppe 2 som utgjorde den ena av armégrupp Mittes pansargrupper.

### Organisation
Kårens organisation den 27 juni 1941:
- 18. Panzer-Division
- 17. Panzer-Division

## Moskva
Kåren deltog i det slutgiltiga anfallet mot Moskva fortfarande tillhörande Panzergruppe 2.

### Organisation
Kårens organisation den 2 oktober 1941:
- 29. Infanterie-Division (mot)
- 17. Panzer-Division
- 18. Panzer-Division

## Befälhavare
Kårens befälhavare:
- General der Panzertruppen Joachim Lemelsen   25 november 1940 - 4 november 1943